# Ханенёвка 1-я
 Ханенёвка 1-я — село в Базарно-Карабулакском районе Саратовской области в составе сельского поселения Большечечуйское муниципальное образование.

## География
Находится на расстоянии примерно 25 километров по прямой на север-северо-запад от районного центра поселка Базарный Карабулак.

## История
Официальная дата основания 1690 год.

## Население
Постоянное население составляло 485 человек в 2002 году (русские 81%) , 338 в 2010.